# Kia Vahland
Kia Vahland (* 1970) ist eine deutsche Kunsthistorikerin und Kunstkritikerin.

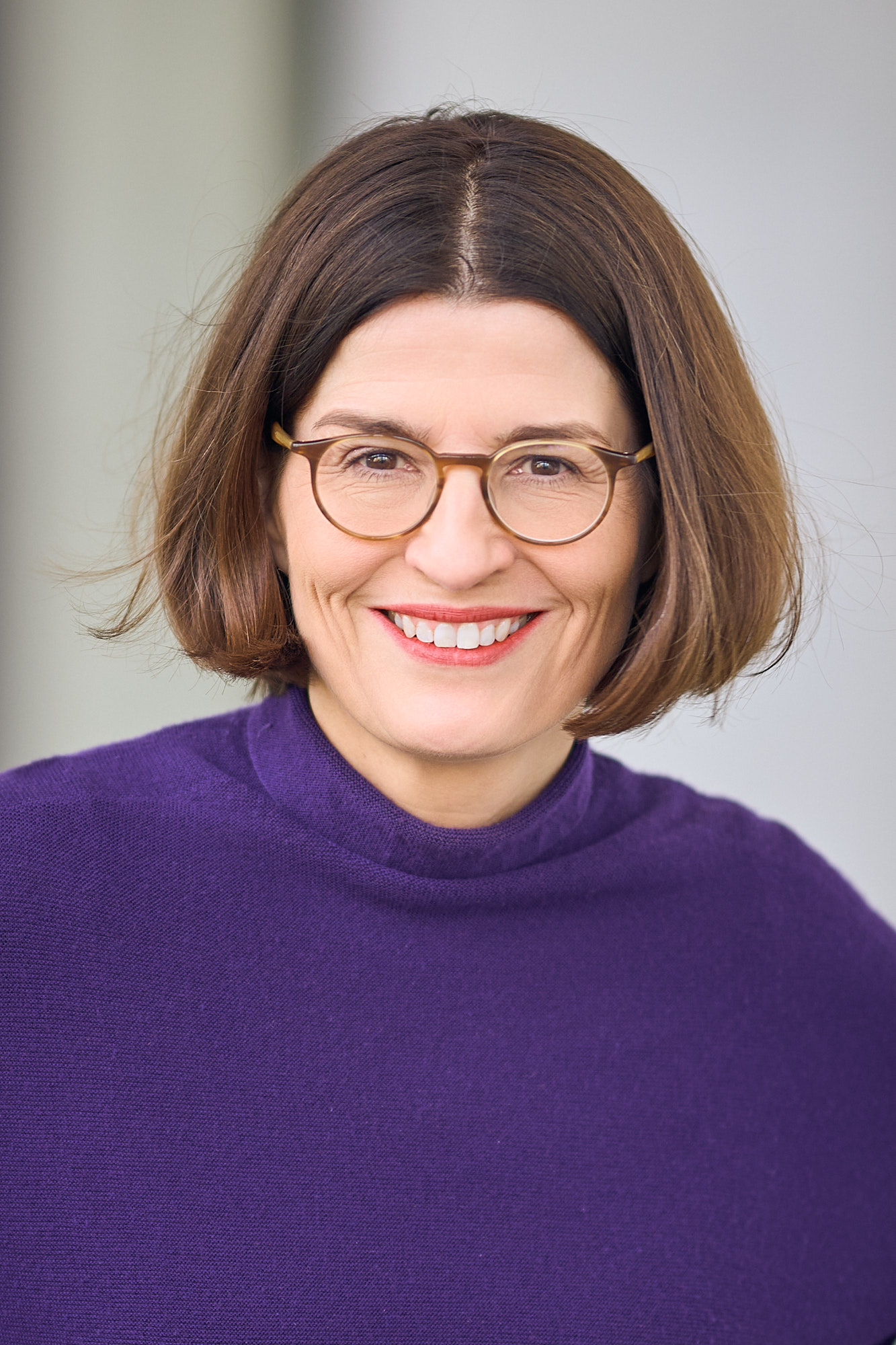
Kia Vahland (2025)

## Leben
Kia Vahland wurde nach einem Zeitungsvolontariat und Studium der Kunstgeschichte und Politikwissenschaft in Rom, Hamburg und Dijon über Sebastiano del Piombos lyrische Frauenbildnisse bei Martin Warnke in Hamburg promoviert.
Sie war als Redakteurin für die Zeitschrift Art – Das Kunstmagazin und als Autorin für Geo tätig. Im Feuilleton der Süddeutschen Zeitung ist sie seit 2008 gemeinsam mit Catrin Lorch für das Kunstressort verantwortlich. Seit 2018 ist sie zudem „Meinungsredakteurin“ der Zeitung und engagiert sich insbesondere gegen Kritiker der Corona-Maßnahmen.
Sie ist Lehrbeauftragte am Institut für Kunstgeschichte der Ludwig-Maximilians-Universität München und war Dozentin an den Universitäten Hamburg und Lüneburg.
Für ihren Feuilleton-Essay Meister, die vom Himmel fallen wurde Vahland 2016 mit dem Michael-Althen-Preis ausgezeichnet.
Ihr Buch Leonardo da Vinci und die Frauen. Eine Künstlerbiografie stand 2019 auf der Shortlist des Preises der Leipziger Buchmesse.

## Schriften (Auswahl)
- Sebastiano del Piombo. Ein Venezianer in Rom. Hatje Cantz Verlag, Ostfildern 2008, ISBN 978-3-7757-2144-8 (Biografie; 95 S.).
- Michelangelo & Raffael. Rivalen im Rom der Renaissance. C. H. Beck Verlag, München 2012, ISBN 978-3-406-63993-7 (207 S.).
- Lorbeeren für Laura. Sebastiano del Piombos lyrische Bildnisse schöner Frauen (= Studi. Schriftenreihe des Deutschen Studienzentrums in Venedig. N. F., Band 4). Akademieverlag, Berlin 2011, ISBN 978-3-05-004937-3, urn:nbn:de:101:1-2019022016341565133776 (271 S.).
- Ansichtssachen. Alte Bilder, neue Zeiten (= Insel-Bücherei. Nr. 1448). Insel Verlag, Berlin 2018, ISBN 978-3-458-19448-4 (Aufsatzsammlung, 110 S.).
- Leonardo da Vinci und die Frauen. Eine Künstlerbiografie. Insel Verlag, Berlin 2019, ISBN 978-3-458-17787-6 (347 S.).
- Schattenkünstler. Von Caravaggio bis Velázquez. Insel Verlag, Berlin 2021, ISBN 978-3-458-19506-1 (115 S.).
- Gartenreich Wörlitz. Ausflug in eine Utopie. Insel Verlag, Berlin 2022, ISBN 978-3-458-19499-6 (85 S.). (Insel-Bücherei 1499)[3]
- Farbe bekennen. Alte Bilder, neue Zeiten. Insel Verlag, Berlin 2023, ISBN 978-3-458-19528-3. (Insel-Bücherei 1528)[4]
- Caspar David Friedrich und der weite Horizont. Insel Verlag, Berlin 2024, ISBN 978-3-458-19535-1.